# Hörby
 For alternative betydninger, se Hørby. (Se også artikler, som begynder med Hørby)
Hörby (Dansk: Hørby) er et byområde med 7.583(2023) indbyggere i det centrale Skåne og hovedby i Hörby kommun, Skåne län, Sverige. Byen udvikledes i middelalderen til en stor handelsplads.